# Purshia tridentata
Purshia tridentata là loài thực vật có hoa trong họ Hoa hồng. Loài này được (Pursh) DC. miêu tả khoa học đầu tiên năm 1817.

## Hình ảnh

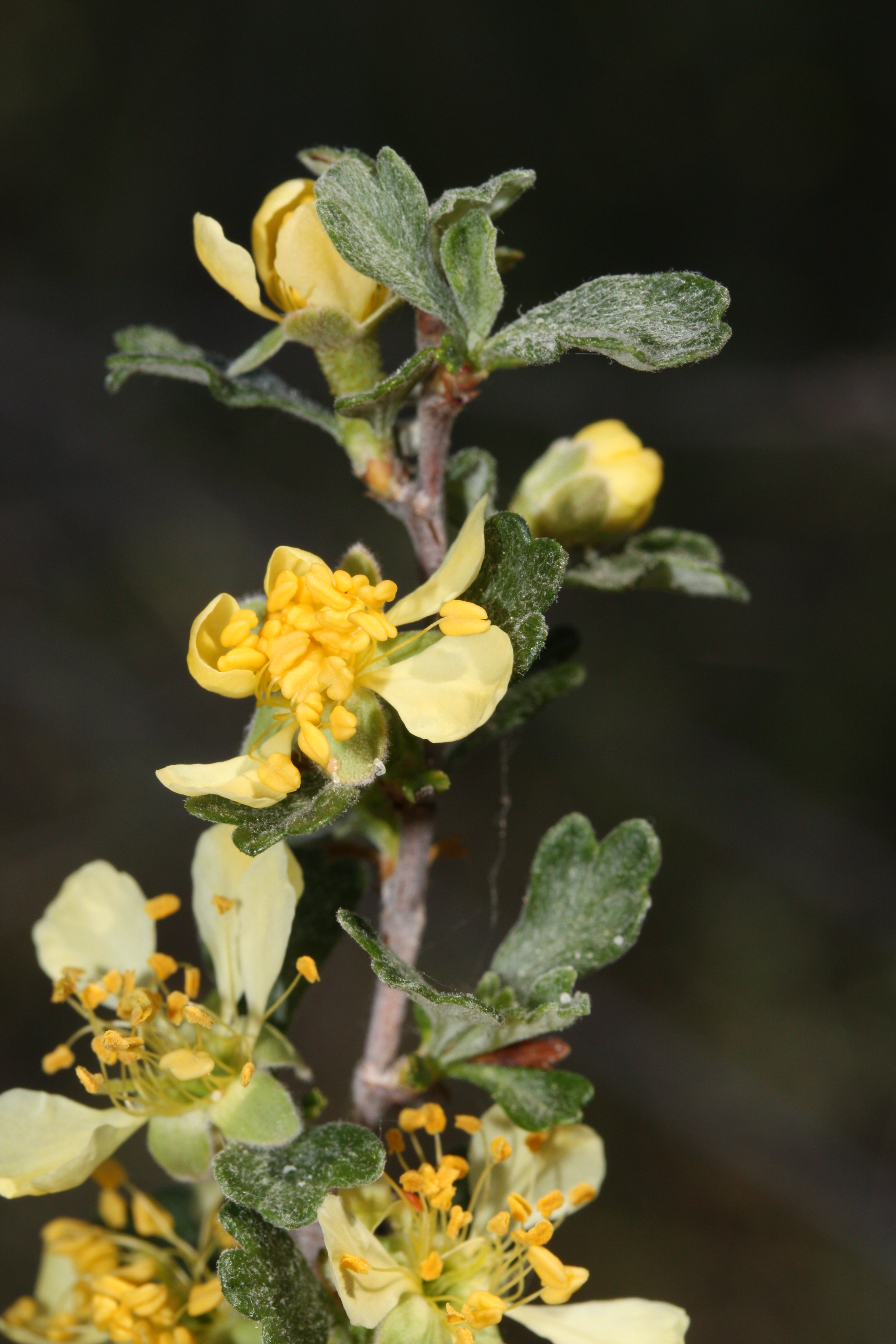
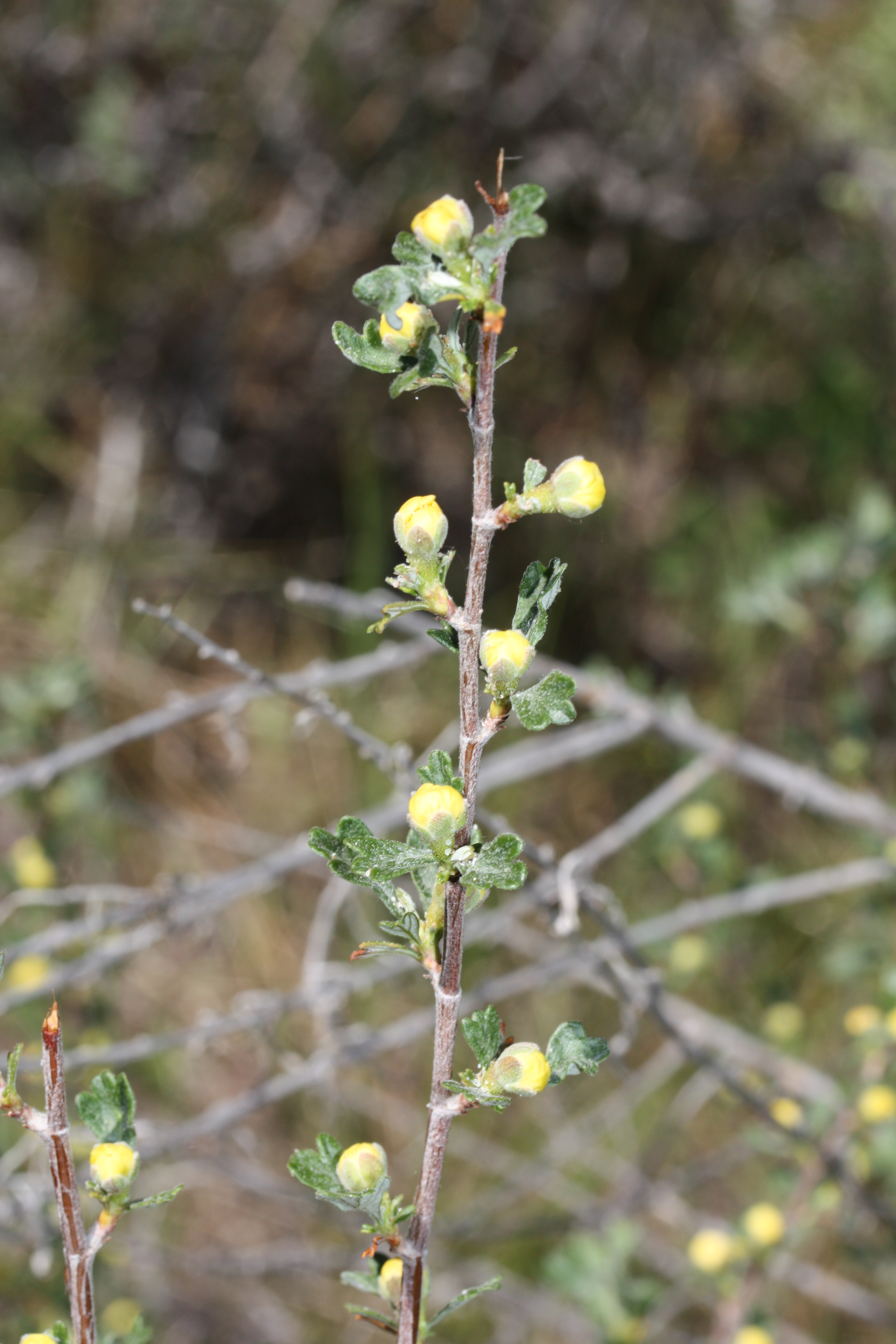
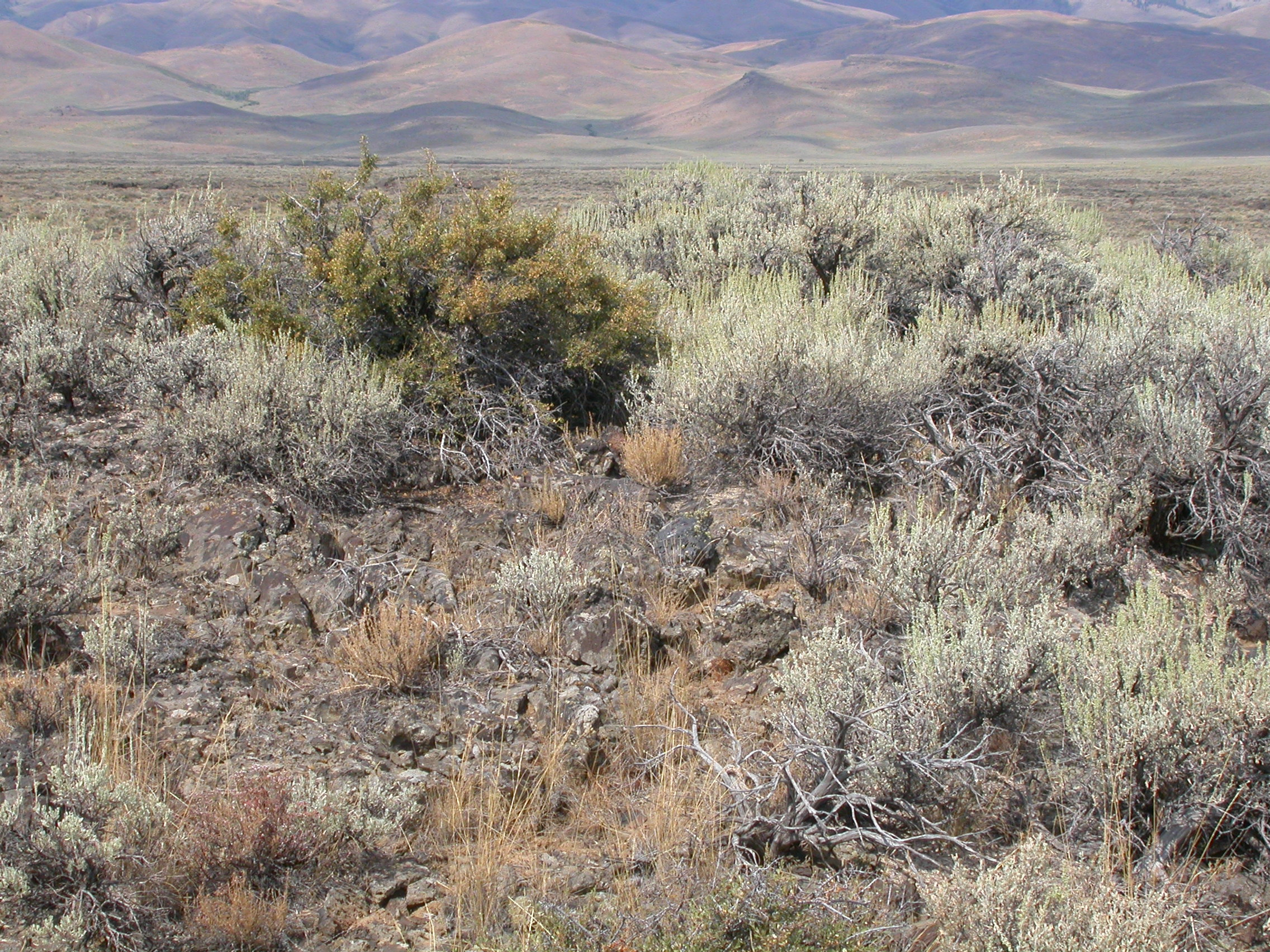
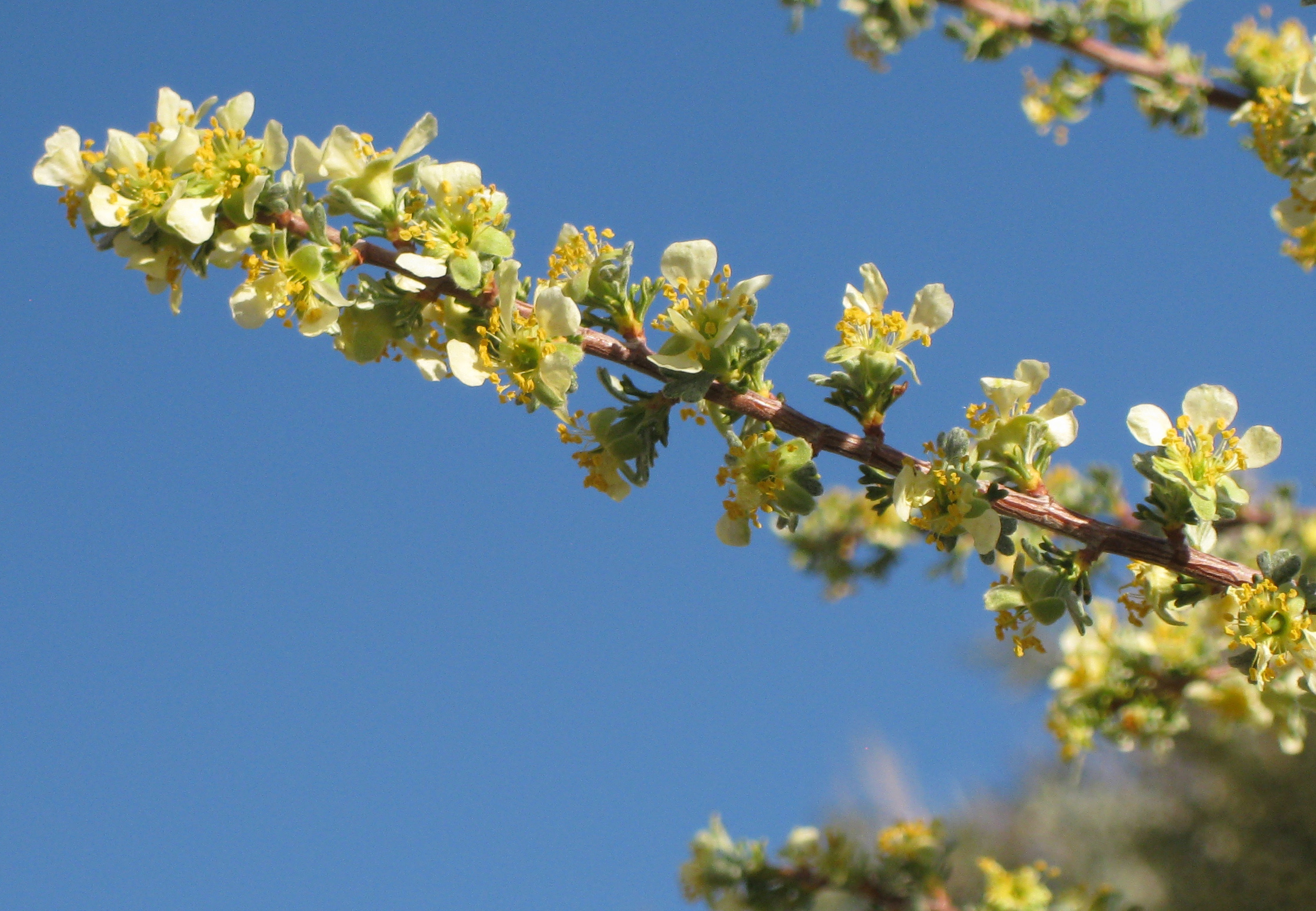